# Apterostigma pilosum
Apterostigma pilosum är en myrart som beskrevs av Mayr 1865. Apterostigma pilosum ingår i släktet Apterostigma och familjen myror. Inga underarter finns listade.

## Bildgalleri

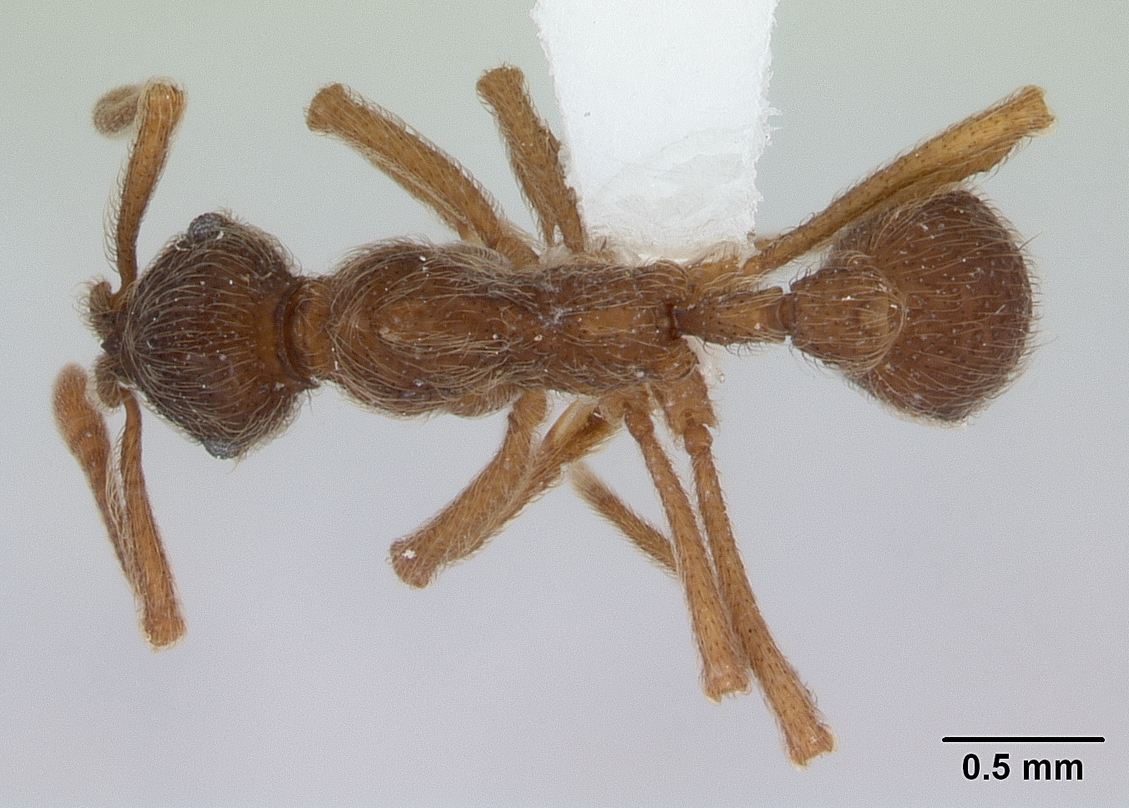
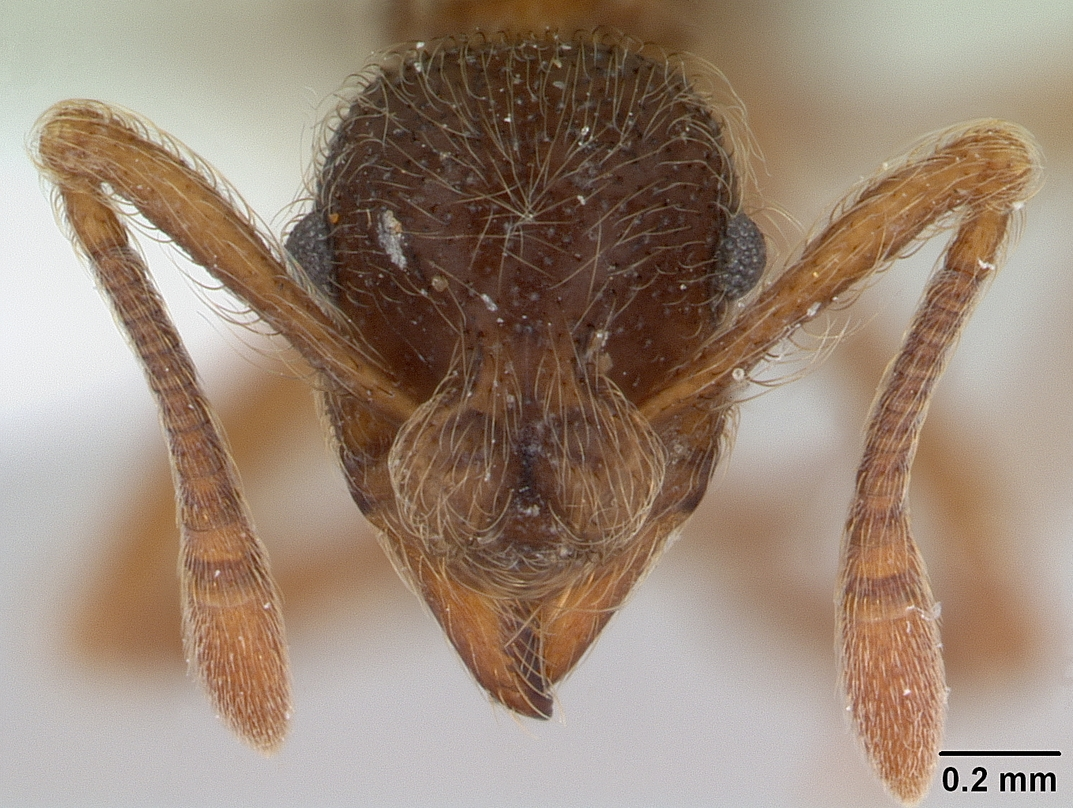
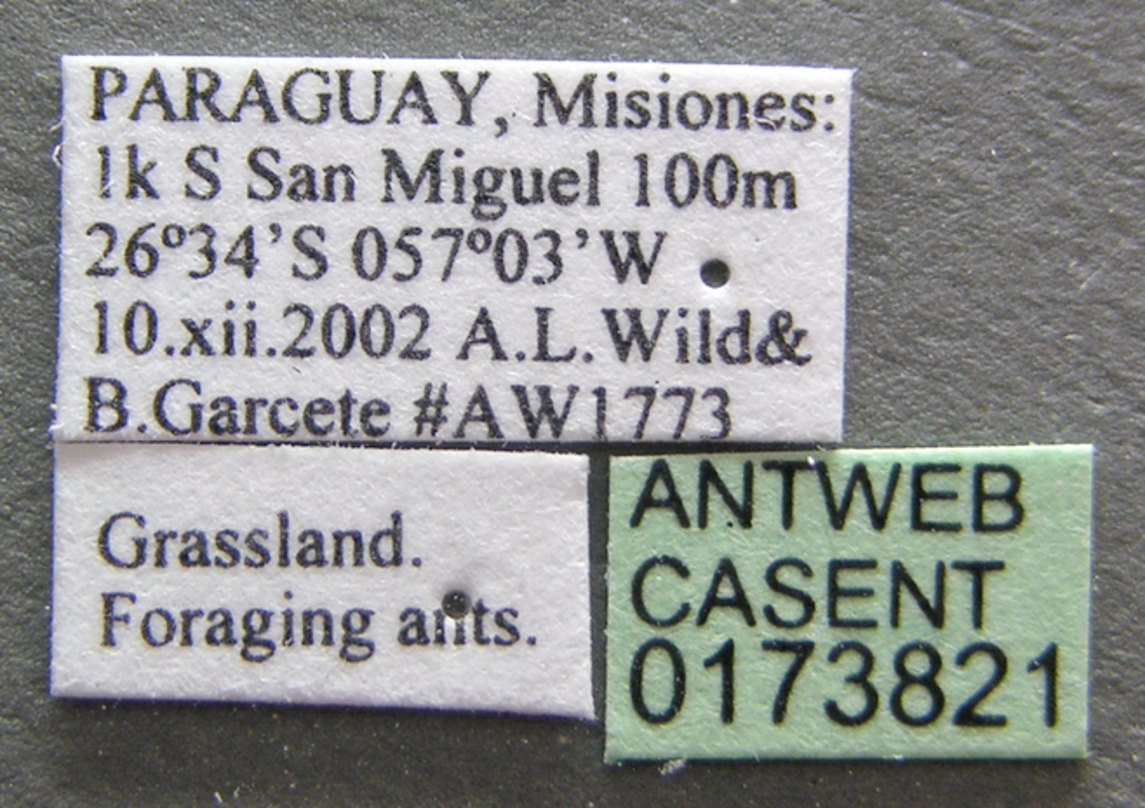
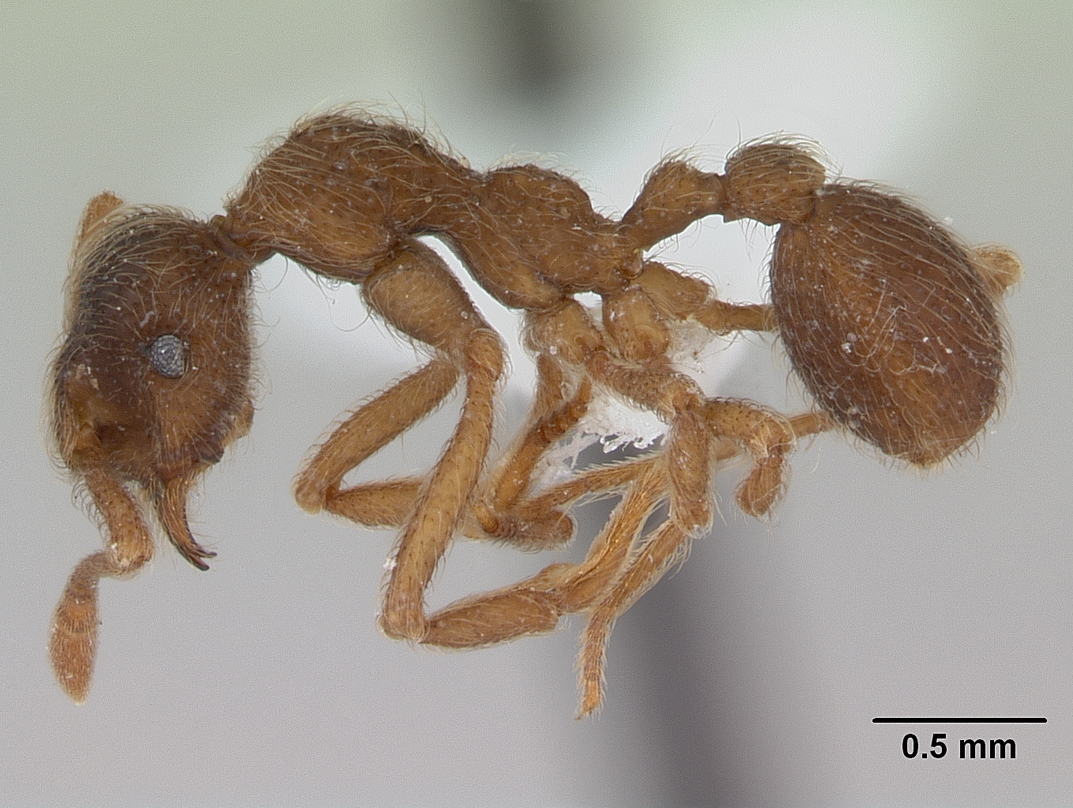
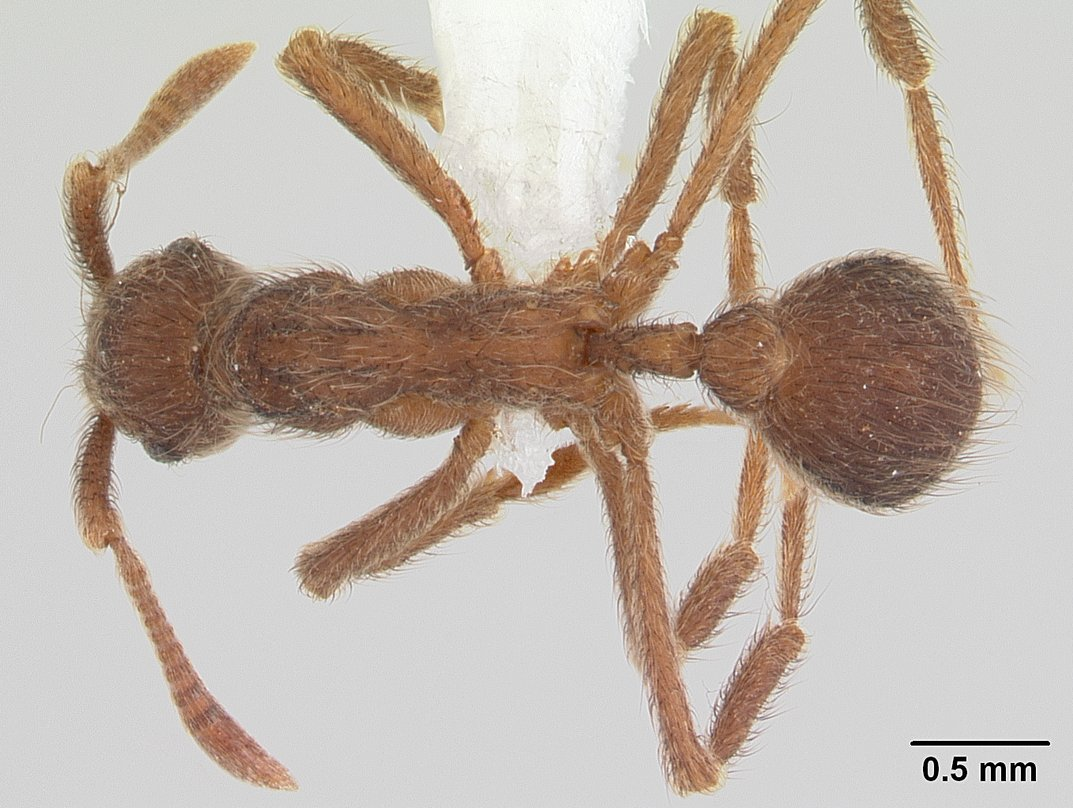
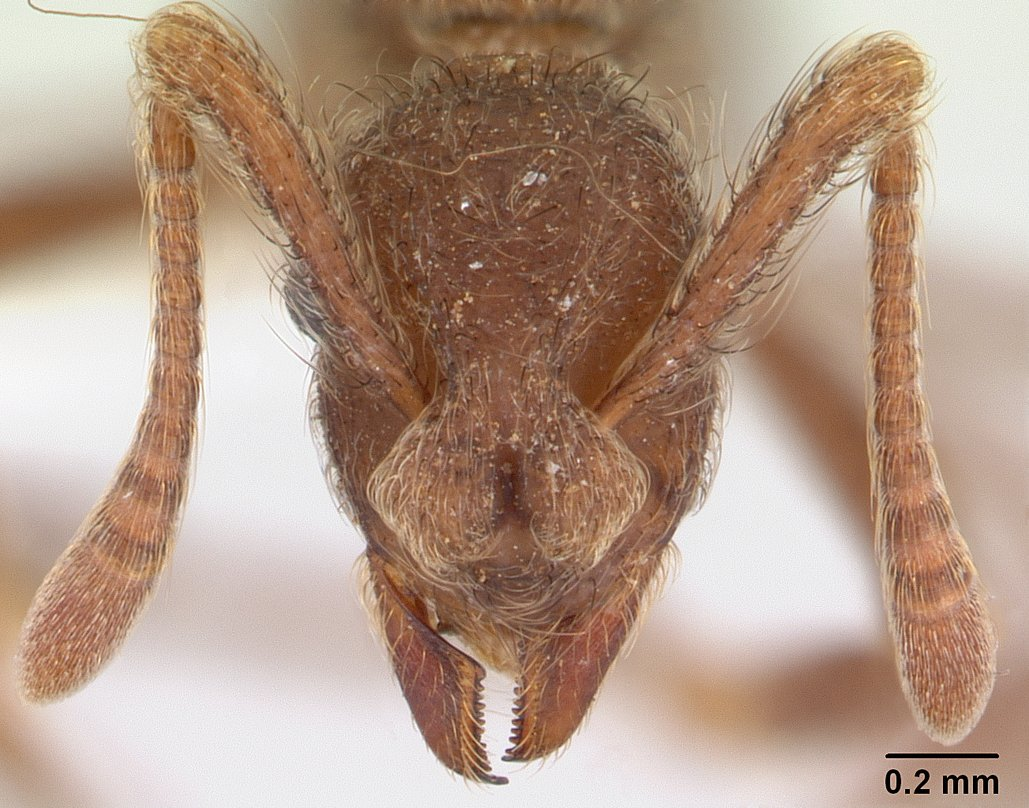